# Naturschutzgebiet Beseritzer Torfwiesen
Koordinaten: 53° 42′ 18,1″ N, 13° 24′ 35,4″ O
Das Naturschutzgebiet Beseritzer Torfwiesen ist ein 42 Hektar umfassendes Naturschutzgebiet in Mecklenburg-Vorpommern zwischen den Orten Werder und Dahlen. Ein typischer Ausschnitt eines Talmoores des Kleinen Landgrabens mit Feuchtwiesen soll erhalten werden. Die Ausweisung erfolgte am 26. Januar 1943.
Der Gebietszustand wird als unbefriedigend eingeschätzt, da das gesamte ursprüngliche Arteninventar der Wiesen mit Mehlprimel und Pfeifengras nicht mehr vorhanden ist und Gehölze die Flächen bedecken. Das Gebiet kann nicht betreten werden. Das Naturschutzgebiet Landgrabenwiesen bei Werder schließt unmittelbar westlich an.
Das Naturschutzgebiet bildet zusammen mit dem Naturschutzgebiet Landgrabenwiesen bei Werder und einem nördlich angrenzendem Gebiet das FFH-Gebiet Talmoorkomplex des Kleinen Landgrabens bei Werder.

## Geschichte
Das Landgrabental ist als späteiszeitliche Abflussbahn entstanden. In den Flächen des heutigen Schutzgebietes bildete sich ein Durchströmungsmoor, welches zu DDR-Zeiten stark entwässert wurde. In den letzten 20 Jahren sank der Moorkörper um bis zu 50 Zentimeter.

## Pflanzen- und Tierwelt
Durch die Entwässerung konnten zahlreiche Gehölzarten die Flächen besiedeln. Beginnend mit Grau-Weide und Moorbirken wuchsen in der Folgezeit Holunder, Kreuzdorn, Pfaffenhütchen, Himbeere, Faulbaum, Esche, Stiel-Eiche und Rotbuche. In der Krautschicht finden sich zahlreiche Pflanzen, die auf den hohen Nährstoffreichtum hinweisen: Brennnessel, Gemeiner Wasserdost und Kletten-Labkraut.